# Doğan Seyfi Atlı
Doğan Seyfi Atlı (* 10. September 1980 in Tekirdağ; † 17. Dezember 2001 in Nazilli) war ein türkischer Fußballspieler, der für Edirnespor und Denizlispor spielte.

## Karriere
Atlıs Eltern stammen ursprünglich aus dem Dorf Yenikarpuzlu des Landkreises İpsala der Provinz Edirne. Doğan Seyfi Atlı wurde in Tekirdağ geboren und begann das Fußballspielen beim Amateurverein Anafartalarspor. Im Alter von 18 Jahren bekam er seinen ersten professionellen Vertrag beim damaligen Zweitligisten Edirnespor. In der ersten Saison konnte der Verein die Klasse nicht halten und musste in die dritte Liga absteigen. In seiner zweiten Saison erzielte Atlı 21 Tore und wurde somit Torschützenkönig der Drittliga-Saison 1999/2000.
Durch seine guten Leistungen wurden türkische Topklubs auf ihn aufmerksam, sodass ihm nach der Saison einige Angebote vorlagen. Er entschied sich gegen die Angebote von Fenerbahçe Istanbul und Beşiktaş Istanbul und wechselte zum Erstligakonkurrenten Denizlispor. Bei Denizlispor durchlief Atlı eine gute Saison und kam, bis zu seinem Tod (siehe unten), auf 21 Ligeneinsätze und fünf Tore. Im Achtelfinale der Türkiye Kupası 2001/02 erzielte er im Auswärtsspiel gegen den Favoriten Fenerbahçe Istanbul das Tor zum 1:0 und war dadurch maßgeblich am 2:1-Sieg beteiligt. Er war ein sehr fairer Spieler (keine persönlichen Strafen in 21 Spielen) und wurde als großes, fußballerisches Talent angesehen. In der gleichen Saison versuchten Verantwortliche von Beşiktaş Istanbul ihn nach Istanbul zu holen, allen voran der Trainer Serdar Bilgili.

## Tod
An einem freien Tag verbrachte Atlı seinen eintägigen Urlaub bei seiner Lebensgefährtin in Kuşadası. Da Atlı auf dem Rückweg bemerkt hatte, dass er nicht mehr pünktlich zum Mannschaftstraining erscheinen kann, welches um 13.30 Uhr beginnen sollte, fuhr er mit überhöhter Geschwindigkeit auf der Bundesstraße in Richtung Denizli. In der Nähe des Dorfes Dallıca der Kreisstadt Nazilli (Provinz Aydın) verlor er um circa 13.15 Uhr die Kontrolle über sein Fahrzeug und fuhr gegen die Leitplanken einer Brücke. Atlı starb im Alter von 21 Jahren noch am Unfallort.

## Sonstiges
- In Folge des Unfalls beschloss der Verein Denizlispor die restlichen Spiele der Saison mit einem schwarzen Trikot aufzulaufen. Außerdem wurde festgelegt, dass die Trikotnummer 18 nie mehr an einen anderen Spieler vergeben wird (Rückennummer von Atlı).[1]

- Bereits im Alter von fünf Jahren verlor er seinen Vater in Folge eines Verkehrsunfalls.[2]

- Nach ihm wurde das im Jahr 2003 erbaute Doğan Seyfi Atlı Stadı benannt. Es ist die Fußballheimspielstätte von Denizli Büyükşehir Belediyespor.